# Yevgueni Kisin
Yevgueni Ígorevich Kissin (Евге́ний И́горевич Ки́син) (Moscú, 10 de octubre de 1971) es un pianista y compositor ruso, británico e israelí. 

## Biografía
De familia judía, su padre era ingeniero y su madre profesora de piano. A la temprana edad de tres años ya comenzaba a tocar el piano. A los seis años ingresó en la prestigiosa Escuela Estatal de Música Gnessin de Moscú, en la cual destacaba respecto a los demás jóvenes de su edad. Su debut con orquesta lo realizó cuando contaba diez años, interpretando el concierto KV. 466 de Mozart. Demostró su gran talento en 1984 con la interpretación de los conciertos para piano 1 y 2 de Frédéric Chopin con la Orquesta Filarmónica de Moscú, bajo la batuta de Dmitri Kitayenko.
Kisin comenzó a ser conocido en los demás países de Europa a partir de 1987 con su participación en el festival de Berlín. Al año siguiente interpretó el Concierto para piano n.º 1 de Chaikovski, dirigido por Herbert von Karajan. Tras esto realizó giras tanto por Europa como por Estados Unidos (acompañado por la Orquesta Filarmónica de Nueva York, bajo la dirección de Zubin Mehta). 
En 1992, fue invitado especial en los premios Grammy. En 1997, fue el primer solista en dar un concierto de piano en la historia de los Proms de Londres. En 2002 se naturalizó ciudadano británico.
Kisin hace giras regulares por Europa, América y Asia, siendo favorito de directores como Claudio Abbado, Vladímir Áshkenazi, Daniel Barenboim, Sir Colin Davis, Valeri Guérguiev, Carlo Maria Giulini, Mariss Jansons, Herbert von Karajan, James Levine, Lorin Maazel, Riccardo Muti, Seiji Ozawa, Sir Georg Solti, Yevgueni Svetlánov y Yuri Temirkánov. Kisin se presenta en música de cámara con Martha Argerich, Gidon Kremer, James Levine, Mischa Maisky, Thomas Quasthoff, Isaac Stern y otros.
La poesía es su otra pasión de la que dice: “De entre todos los poetas rusos prefiero a Pushkin, es el Bach del género, y entre los españoles, a Lorca”. Ha escrito algunos versos en yidis. “Tienen que ver con mis recuerdos de infancia, cómo escuchaba a mis abuelos maternos hablar en su lengua detrás de la puerta”. Eran los tiempos en los que ya se había decantado hacia una vida marcada por la música. “Desde que empecé a tocar con dos años, nunca me he sentido forzado, obligado, presionado, siempre he hecho lo que amaba hacer".

## Estilo
Su estilo de interpretación se caracteriza por un portentoso virtuosismo, una total capacidad para dominar con soltura los más arduos escollos técnicos, reflejos y garra muscular sobre el teclado. El paso del tiempo ha depurado algunos aspectos de su estilo musical. Por ejemplo, ha templado la contundencia a veces excesiva de sus sonoridades y ha enriquecido su paleta tímbrica. También su visión de la partitura ha ganado en profundidad sin por ello renunciar a sus espectaculares dotes técnicas.
Su técnica pianística es sumamente sólida, con gran excelencia en todos los sentidos. Posee todo lo que se necesita para ser un gran intérprete: gran musicalidad, sentido del legato y una expresividad que llega al corazón de los que le escuchan.[cita requerida]  Es el pianista que mantiene la vigencia del estilo de la escuela rusa de pianistas como Richter, Gilels, Berman, Yúdina, Nikoláyeva y Rajmáninov.

## Repertorio
Kisin, por lo general, interpreta música de grandes compositores del romanticismo como Liszt, Brahms, Schubert, Rajmáninov, Chopin, Chaikovski y Schumann, aunque ha declarado que considera a Johann Sebastian Bach como su compositor favorito. También es especialista en los autores rusos (entre ellos Skriabin, Shostakóvich y Prokófiev, además de los ya citados Chaikovski y Rajmáninov).

## Premios
- Musical America, Instrumentalist of the Year, 1994

- Triumph Award, Outstanding Contribution to Russia's Culture, 1997

- Honorary Doctorate of Music by the Manhattan School of Music, 2001

- Honorary Membership of the Royal Academy of Music (2005)

- Premio Musical Herbert von Karajan, Baden-Baden, Alemania (2005)

- Premio ECHO (2006)

- Premio Grammy  Best Instrumental Soloist Performance, 2006 y 2010

- Arturo Benedetti Michelangeli Award, Brescia, Italia (2007)

## Discografía[6]
| AÑO  | OBRAS | SELLO                                   |
| 1989 | Tschaikowsky: Piano Concerto N.º 1                                                                                  | DG Deutsche Grammophon                  |
| 1989 | Sergey Prokoviev: Piano Concerto N.º 3; Visions Fugitives Op. 22; Dance Op. 23 N.º 1; Evgeny Kissen: Two Inventions | RCA Victor Red Seal                     |
| 1989 | Haydn: Piano Concerto in D major; Violin Concerto N.º 1; Sinfonia Concertante                                       | RCA Victor Red Seal                     |
| 1990 | Yevgeny Kissin in Tokyo                                                                                             | Columbia / Sony Music Distribution      |
| 1990 | Evgeny Kissin Carnegie Hall Debut Concert Highlights                                                                | RCA                                     |
| 1990 | Carnegie Hall Debut Concert                                                                                         | RCA Victor Red Seal                     |
| 1991 | Mozart: Piano Concerto N.º 12                                                                                       | RCA Victor Red Seal                     |
| 1991 | Schubert: Wanderer Fantasie; Brahms: Fantasien Op. 116; Liszt: 4 Lieder; Ungarische Rhapsodie N.º 12                | DG Deutsche Grammophon                  |
| 1991 | Evgeni Kissin | Mk                                      |
| 1992 | Mozart: Piano Concertos Nos. 12 & 20                                                                                | RCA Victor Red Seal                     |
| 1993 | Rajmáninov: Piano Concerto N.º 3, etc.                                                                              | RCA                                     |
| 1993 | Chopin, Volume 1 | RCA                                     |
| 1993 | Schumann: Piano Concerto                                                                                            | Sony Music Distribution                 |
| 1993 | Rajmáninov: Concerto N.º 2; Etudes-Tableaux                                                                         | RCA Victor                              |
| 1994 | Prokófiev: Piano Concertos Nos. 1 & 3                                                                               | DG Deutsche Grammophon                  |
| 1994 | Chopin, Volume 2: Sonata N.º 3; Mazurkas                                                                            | RCA Victor Red Seal                     |
| 1995 | The Legendary 1984 Moscow Concert                                                                                   | RCA                                     |
| 1995 | Haydn, Schubert: Piano Sonatas                                                                                      | Sony Classical                          |
| 1995 | The Chopin Collection                                                                                               | RCA Victor Red Seal                     |
| 1996 | Schumann: Fantasy; Liszt: Transcendental Etudes                                                                     | RCA                                     |
| 1996 | Chopin: Piano Concerto N.º 1 in E minor, Op. 11; Piano Concerto N.º 2 in F minor, Op. 21                            | Russian Revelation                      |
| 1997 | Russians in Recital                                                                                                 | Revelation Records                      |
| 1997 | Piano Works by Liszt and Schumann                                                                                   | Russian Revelation                      |
| 1997 | Chopin: Selected Piano Works                                                                                        | Russian Revelation                      |
| 1997 | Mozart: Piano Concertos N.º 12 & N.º 20; Kissin: Two Inventions                                                     | Russian Revelation                      |
| 1997 | The Kissin Collection: Chopin, Schumann, Scriabin                                                                   | Olympia (Classical/Jazz)                |
| 1997 | Beethoven: Piano Concertos Nos. 2 & 5                                                                               | Sony Classical                          |
| 1998 | Grandes pianistas del Siglo XX, Vol. 58                                                                             | Philips                                 |
| 1998 | Beethoven: Moonlight Sonata; Franck: Prélude, Choral et Fugue; Brahms: Paganini variations                          | RCA                                     |
| 1998 | Bach-Busoni: Chaconne; Beethoven: Rondos; Schumann: Kreisleriana                                                    | RCA Victor Red Seal                     |
| 1999 | Chopin: The Four Ballades; Berceuse Op. 57; Barcarolle Op. 60; Scherzo N.º 4, Op. 54                                | RCA                                     |
| 2000 | Chopin: 24 Preludes, Op. 28; Sonata N.º 2; Polonaise, Op. 53                                                        | RCA                                     |
| 2002 | Schumann: Carnaval, Op. 9; Sonata N.º 1, Op. 11                                                                     | RCA                                     |
| 2002 | Mussorgsky: Pictures at an Exhibition; Bach: Toccata, Adagio & Fugue, BWV 564; Glinka: The Lark                     | RCA                                     |
| 2003 | Evgeny Kissin Plays Brahms                                                                                          | RCA                                     |
| 2004 | Evgeny Kissin in Concert                                                                                            | Brilliant                               |
| 2004 | Schubert: Piano Sonata in B-flat; Schubert-Liszt: Four Songs; Liszt: Mephisto                                       | Rca Red Seal                            |
| 2004 | Schumann: Kreisleriana; Fantasie, Op. 17                                                                            | Rca Red Seal                            |
| 2004 | Yevgeni Kissin plays R. Schumann, A. Scriabin, F. Liszt, J.S. Bach, Scottish Air                                    | Olympia (Classical/Jazz)                |
| 2005 | Scriabin: Sonata N.º 3; Five Preludes; Medtner: Sonata Reminiscenza; Stravinsky: Three Movements from Pétrouchka    | Rca Red Seal                            |
| 2006 | Schubert: Piano Music for Four Hands - The Carnegi Hall Concert                                                     | Rca Red Seal                            |
| 2007 | Fantasy | DG Deutsche Grammophon                  |
| 2007 | Mozart: Piano Concerto N.º 24; Schumann: Piano Concerto                                                             | EMI Classics / Warner Classics          |
| 2007 | Historical Russian Archives: Evgeny Kissin - The Early Recordings                                                   | Brilliant Classics                      |
| 2007 | Evgeny Kissin plays Chopin: The Verbier Festival Recital                                                            | Rca Red Seal                            |
| 2007 | The Early Recordings - Schubert, Liszt, Brahms                                                                      | Brilliant Classics                      |
| 2007 | The Early Recordings - Prokofiev                                                                                    | Brilliant Classics                      |
| 2007 | The Early Recordings - Mozart                                                                                       | Brilliant Classics                      |
| 2007 | The Early Recordings - Chopin, Scriabin                                                                             | Brilliant Classics                      |
| 2007 | The Early Recordings - Bach, Schumann, Rachmaninoff, Szymanowski, Kissin                                            | Brilliant Classics                      |
| 2008 | Beethoven: The Complete Piano Concertos                                                                             | EMI Classics / Warner Classics          |
| 2008 | Khrennikov: Violin Concertos, Piano Concertos                                                                       | Relief                                  |
| 2009 | X 2: Evgeny Kissin [Limited Edition]                                                                                | Sony Classical Essential Classics       |
| 2009 | Beethoven: Piano Concertos Nos. 2, 4                                                                                | EMI Classics / Warner Classics          |
| 2009 | Prokofiev: Piano Concertos Nos. 2 & 3                                                                               | EMI Classics / Warner Classics          |
| 2009 | Beethoven: Piano Concertos Nos. 1, 3                                                                                | EMI Classics / Warner Classics          |
| 2009 | Beethoven: Piano Concerto N.º 5                                                                                     | EMI Classics / Warner Classics          |
| 2010 | Mozart: Piano Concertos Nos. 20 & 27                                                                                | EMI Classics / Warner Classics          |
| 2010 | Kissin Plays Chopin                                                                                                 | RCA Red Seal / Sony Music Entertainment |
| 2011 | Kissin Plays Chopin                                                                                                 | The Entertainment Group                 |
| 2011 | Classical Masterpieces: Classical Chopin                                                                            | Entertainment Group                     |
| 2011 | Kissin: Coffrets RTL Classiques                                                                                     | Sony Classical                          |
| 2011 | Chaikovski: Piano Concerto N.º 1                                                                                    | Universal                               |
| 2011 | Kissin Plays Liszt                                                                                                  | RCA Red Seal / Sony Classical           |
| 2012 | Richter, Kissin, Rubenstein, Gilels, Vol. 1                                                                         | The Entertainment Group                 |
| 2012 | Evgeny Kissin: Schubert, Liszt, Brahms, Vol. 1                                                                      | Entertainment Group                     |
| 2012 | Evgeny Kissin: Chaikovski, Shostakovich, Vol. 1                                                                     | Entertainment Group                     |
| 2012 | Evgeny Kissin: Prokofiev, Vol. 1                                                                                    | Entertainment Group                     |
| 2012 | Evgeny Kissin: Liszt, Schumann, Vol. 1                                                                              | Entertainment Group                     |
| 2012 | Evgeny Kissin: Mozart, Vol. 1                                                                                       | Entertainment Group                     |
| 2012 | Evgeny Kissin: Chopin, Vol. 1                                                                                       | Entertainment Group                     |
| 2012 | Evgeny Kissin: Chopin, Scriabin, Vol. 1                                                                             | Entertainment Group                     |
| 2012 | Evgeny Kissin: Chopin Edition, Vol. 2                                                                               | Entertainment Group                     |
| 2012 | Evgeny Kissin Plays Chopin & Liszt                                                                                  | Brilliant Classics                      |
| 2012 | Chopin: Piano Concertos Nos. 1 & 2; Mazurkas; Waltz                                                                 | Melodiya / Melody                       |
| 2012 | Classical Collection Master Series, Vol. 39                                                                         | Entertainment Group                     |
| 2012 | Classical Collection Master Series, Vol. 16                                                                         | Entertainment Group                     |
| 2012 | Classical Collection Master Series, Vol. 44                                                                         | Entertainment Group                     |
| 2013 | Classical Collection Master Series, Vol. 55                                                                         | Entertainment Group                     |
| 2013 | James Levine Live at Carnegie Hall                                                                                  | DG Deutsche Grammophon                  |
|      | Evgeny Kissin, Vol. 1 [Melodiya]                                                                                    | Melodiya                                |
|      | Evgeny Kissin Plays Chopin, Vol. 1                                                                                  | Mezhdunarodnaya-Kniga                   |
|      | Evgeny Kissin Plays Schubert                                                                                        | RCA Red Seal                            |
|      | Chaikovski: Piano Concerto N.º 1; Dvorák: Piano Concerto                                                            | Brilliant                               |
|      | Chopin: 24 Préludes; 4 Ballades; Sonate No.2; Barcaroole; Polonaise; Scherzo; Berceuse                              | RCA Red Seal                            |
|      | Chopin: Piano Concertos Nos. 1 & 2                                                                                  | Brilliant                               |
|      | Evgeny Kissin Plays Chopin, Vol. 2                                                                                  | Mezhdunarodnaya-Kniga                   |
|      | Evgeny Kissin Russian Piano School, Vol. 4: Rajmáninov, Scriabin, Prokofiev, Kissin                                 | Melodiya                                |
| 2015 | Complete Concerto Recordings on RCA Red Seal & Sony Classical                                                       | RCA Red Seal                            |
| 2015 | Evgeny Kissin: The Complete RCA & Sony Classical Album Collection                                                   | RCA Red Seal / Sony Classical           |